# Volksabstimmungen in der Schweiz 1949
Dieser Artikel bietet eine Übersicht der Volksabstimmungen in der Schweiz im Jahr 1949.
In der Schweiz fanden 1949 auf Bundesebene vier Volksabstimmungen statt, im Rahmen dreier Urnengänge am 22. Mai, 11. September und 11. Dezember. Dabei handelte es sich um zwei obligatorische Referenden, eine Volksinitiative und ein fakultatives Referendum.

## Abstimmungen am 22. Mai 1949

### Ergebnisse
| Nr. | Vorlage | Art | Stimm- berechtigte | Abgegebene Stimmen | Beteiligung | Gültige Stimmen | Ja      | Nein    | Ja-Anteil | Nein-Anteil | Stände | Ergebnis |
| --- | --- | --- | ------------------ | ------------------ | ----------- | --------------- | ------- | ------- | --------- | ----------- | ------ | -------- |
| 146 | Bundesbeschluss über die Revision von Artikel 39 der Bundesverfassung betreffend die Schweizerische Nationalbank | OR  | 1'385'582          | 845'867            | 61,04 %     | 762'473         | 293'650 | 468'823 | 38,51 %   | 61,49 %     | 1½:20½ | nein     |
| 147 | Bundesgesetz über die Ergänzung des Bundesgesetzes vom 13. Juni 1928 betreffend Massnahmen gegen die Tuberkulose | OR  | 1'385'582          | 845'867            | 61,04 %     | 816'415         | 202'863 | 613'552 | 24,85 %   | 75,15 %     | 0:22   | nein     |

### Nationalbankartikel
Gemäss Bundesverfassung durften Banknoten nur «bei Notlagen in Kriegszeiten» zu gesetzlichen Zahlungsmitteln erklärt werden. Von dieser Befugnis machte der Bund jedoch dauerhaft Gebrauch, von 1914 bis 1930 und nochmals ab 1936 nach der Abwertung des Frankens. Die Rechtsgültigkeit dieses Fiskalnotrechts fiel jedoch Ende 1949 dahin, weshalb der Bundesrat vorschlug, aus der Ausnahmeregelung den Normalfall zu machen. Zudem würden Goldmünzen seit der Änderung der Goldparität kaum noch als Zahlungsmittel verwendet. Das Parlament folgte dieser Einschätzung. Die Kampagne zum Notenbankartikel stand ganz im Schatten der gleichzeitig stattfindenden Abstimmung über das Tuberkulosegesetz. Mit Ausnahme der Liberalsozialisten und des LdU befürworteten alle Parteien die Vorlage. Sie betonten, ohne Verfassungsänderung würde jegliches Zahlungsmittel mit unbeschränkter gesetzlicher Zahlkraft fehlen. Die Gegner argumentierten mit einem starken Kaufkraftverlust des Frankens; selbst die Golddeckung habe die Inflation nicht verhindert. Völlig unerwartet stimmten nur etwas mehr als ein Drittel der Abstimmenden der Vorlage zu; Ja-Mehrheiten gab es lediglich in den Kantonen Basel-Stadt und Genf. Als mögliche Gründe der Ablehnung galten die Opposition der Freigeldbewegung, romantische Vorstellungen über die Goldeinlösung und die Mobilisierung durch die umstrittene Tuberkulose-Vorlage.

### Massnahmen gegen die Tuberkulose
Eine 1943 vom Parlament überwiesene Motion des BGB-Nationalrats Eugen Bircher forderte den Bundesrat auf, angesichts steigender Fallzahlen die Massnahmen zur Früherkennung und Bekämpfung der Tuberkulose zu intensivieren. Im Juli 1947 schlug der Bundesrat deshalb vor, das bestehende Tuberkulosegesetz zu ergänzen. Vorgesehen waren einerseits periodische und obligatorische Röntgenreihenuntersuchungen der gesamten Bevölkerung, andererseits die Einführung einer obligatorischen Krankenversicherung für Minderbemittelte (um zu verhindern, dass Tuberkulosekranke infolge ihrer Krankheit fürsorgebedürftig werden). Obwohl das Parlament die Änderungen fast einstimmig guthiess, ergriffen Liberale aus der Romandie das Referendum. Die Gegner führten einen intensiven Abstimmungskampf, sodass die Zustimmung bei den anderen Parteien immer mehr bröckelte. Sie kritisierten das vorgeschlagene Massenverfahren und fanden, gezielte Untersuchungen bei besonders gefährdeten Gruppen hätten grössere Erfolgschancen. Andere wandten sich gegen den «totalitären Charakter» des Gesetzes. Die Befürworter betonten den fortschrittlichen Charakter der Vorlage, mit dem viel Leid und Elend verhindert werden könne. Das Gesetz scheiterte mit einer unerwartet hohen Ablehnung von mehr als 75 Prozent, kein einziger Kanton stimmte zu.

## Abstimmung am 11. September 1949

### Ergebnis
| Nr. | Vorlage                                                           | Art | Stimm- berechtigte | Abgegebene Stimmen | Beteiligung | Gültige Stimmen | Ja      | Nein    | Ja-Anteil | Nein-Anteil | Stände | Ergebnis |
| --- | ----------------------------------------------------------------- | --- | ------------------ | ------------------ | ----------- | --------------- | ------- | ------- | --------- | ----------- | ------ | -------- |
| 148 | Eidgenössische Volksinitiative «Rückkehr zur direkten Demokratie» | VI  | 1'389'856          | 590'950            | 42,52 %     | 553'354         | 280'755 | 272'599 | 50,74 %   | 49,26 %     | 12½:9½ | ja       |

### Rückkehr zur direkten Demokratie
Seit den 1930er Jahren machten Bundesrat und Parlament rege Gebrauch vom Dringlichkeitsrecht, wodurch zahlreiche Beschlüsse einem möglichen Referendum entzogen werden konnten. Nach Kriegsende wuchs der politische Druck, und zahlreiche Staatsrechtler bezeichneten diese umstrittene Vorgehensweise als verfassungsrechtlich fragwürdig. 1945 beschloss das Parlament den Abbau der ausserordentlichen Vollmachten des Bundesrates, was sich jedoch als schwierig erwies. Die Ligue vaudoise reichte deshalb 1946 eine Volksinitiative ein, welche die Einschränkung und Befristung des Dringlichkeitsrechts forderte. Der Bundesrat zögerte die Behandlung bis 1948 hinaus, worauf das Parlament die Vorlage deutlich ablehnte. Die übermächtig scheinende Front der Gegner warnte, die vorgesehene Einschränkung erschwere Interventionen in Notzeiten, und in Zukunft hätten Demagogen leichtes Spiel, wenn es darum gehe, den Bundesrat und das Parlament lahmzulegen. Die Befürworter, zu denen der LdU und die Demokraten gehörten, waren empört darüber, dass das Notrecht vom Bundesrat regelrecht missbraucht worden sei, etwa um einzelne Wirtschaftszweige einseitig zu unterstützen. Der Umgang mit den Vollmachten offenbare sogar eine gewisse Verachtung dem Volk gegenüber. Im Verlauf der Abstimmungskampagne zeichnete sich ab, dass der Ausgang weit offener sein könnte als angenommen, dennoch war das Ergebnis überraschend. Denkbar knapp schaffte die Initiative das Volks- und Ständemehr, wobei sie vor allem in der Romandie überdurchschnittlich grossen Zuspruch fand.

## Abstimmung am 11. Dezember 1949

### Ergebnis
| Nr. | Vorlage | Art | Stimm- berechtigte | Abgegebene Stimmen | Beteiligung | Gültige Stimmen | Ja      | Nein    | Ja-Anteil | Nein-Anteil | Stände | Ergebnis |
| --- | --- | --- | ------------------ | ------------------ | ----------- | --------------- | ------- | ------- | --------- | ----------- | ------ | -------- |
| 149 | Bundesgesetz betreffend Abänderung des Bundesgesetzes vom 30. Juni 1927 über das Dienstverhältnis der Bundesbeamten | FR  | 1'394'818          | 1'004'362          | 72,01 %     | 987'945         | 546'160 | 441'785 | 55,28 %   | 44,72 %     | –      | ja       |

### Dienstverhältnis der Bundesbeamten
1949 befand der Bundesrat, dass die Besoldungen der Bundesbeamten an die gestiegenen Lebenshaltungskosten angepasst werden müssten. Ebenso sollte das über die Jahre kompliziert gewordene Lohnsystem auf eine klare gesetzliche Grundlage gestellt werden. Der Bundesrat betonte auch, dass mit dem neuen Recht lediglich die bisher nur vorläufig geregelten Ansprüche der Beamten festgeschrieben würden. Da den Wirtschaftsverbänden die Vorlage zu weit ging, kam das Parlament ihnen mit einer Flexibilisierung des Systems entgegen. Trotz grosser Einigkeit in den Räten wurde das Referendum ergriffen, wofür Zürcher Handels- und Industriekreise sowie die rechtsbürgerliche Vereinigung Redressement national verantwortlich waren. Sie behaupteten, die Vorlage schiesse über das von ihnen anerkannte Ziel des Teuerungsausgleichs weit hinaus und die veranschlagten Mehrkosten würden unterschätzt. Ebenso müsse man gegen den «wuchernden Beamtenapparat» ein Zeichen setzen. Zu den Befürwortern gehörten neben den Arbeitnehmerorganisationen praktisch alle Parteien. Sie befanden, die Beamten erhielten endlich das zugesprochen, wovon die Arbeitnehmer in der Privatwirtschaft längst profitieren würden. Ebenso würden Ungerechtigkeiten in den untersten Besoldungsklassen beseitigt. Etwas mehr als 55 Prozent der Abstimmenden nahmen die Vorlage an.